# Криволап Анатолій Дмитрович
Анато́лій Дми́трович Кривола́п (*11 вересня 1946, Яготин) — український художник, майстер українського нефігуративного малярства та пейзажу. Член Національної спілки художників України(1990). Учасник артгурту «Живописний заповідник» (1991—1995). Лауреат Національної премії України імені Тараса Шевченка (2012). Дійсний член Національної академії мистецтв України (2021). Чоловік Зінаїди Васіної, батько Ганни Криволап.

## Біографічні відомості
Народився 11 вересня 1946 року в м. Яготині, Київська область (Україна). У 1976 року закінчив Київський державний художній інститут, факультет живопису (майстерня В. Пузиркова).
З 1992-го по 1995 роки Криволап був активним учасником «Живописного заповідника» — впливової групи художників в новітній історії українського мистецтва. У 2000-х переїхав з Києва в село Засупоївка під Яготином, де живе і працює.
З 1976 року — постійний учасник регіональних та міжнародних виставок.
2011 року роботи Анатолія Криволапа двічі встановлювали світові рекорди продажів сучасного українського мистецтва на міжнародному артринку. Перший рекорд відбувся в травні 2011, коли його картина «Степ» була продана на аукціоні Phillips de Pury & Co в Нью-Йорку за 98 500 доларів. А вже в жовтні на торгах сучасного мистецтва дому Phillips de Pury & Co в Лондоні, роботу «Кінь. Ніч.» було продано за 124 400 доларів. З того часу його картини продавались і за більші ціни.
9 лютого 2012 року було оголошено список переможців Шевченківської премії 2012. Анатолій Криволап переміг у номінації «образотворче мистецтво» (за цикл з 50 робіт «Український мотив»).
Є членом Комітету з Національної премії України імені Тараса Шевченка (з грудня 2016).
У 2019—2023 роках створив розписи для відновленого храму Покрови Пресвятої Богородиці в с. Липівка Макарівського району Київської області.

## Персональні виставки
- 2022 — «Ніч…Відбиток часу». Національний музей «Київська картинна галерея»[7].
- 2021 — «На висоті польоту птаха». ЖК МETROPOL, Київ, Україна.
- 2020 — «Діалог на відстані 100 років». Галерея «Триптих Арт», Київ, Україна.
- 2019 — «У цьому полі, синьому…» Музейно-виставковий центр «Музей історії Києва»[8].
- 2019 — «Українська ідентифікація». Галерея мистецтв «Лавра», Київ.
- 2019 — «Артефакти 1980-х». Галерея «Карась», Київ, Україна.
- 2017 — «Анатолій Криволап. Музейна колекція», Закарпатський обласний художній музей імені Йосипа Бокшая, Ужгород, Україна.
- 2012—2013 — постійна експозиція в OntoArtGallery, Київ.
- 2011 — «Пейзаж XXI століття», OntoArtGallery, Київ.
- 2011  — Галерея «Мистецька Збірка», Київ, Україна
- 2006 — Центр сучасного мистецтва «Совіарт», Київ, Україна.
- 2004, 2005 — Галерея «Карась», Київ, Україна.
- 2003 — Галерея «Персона», Київ, Україна.
- 2001 — Галерея «Карась», Київ, Україна.
- 2000 — Центр сучасного мистецтва «Совіарт», Київ, Україна.
- 2000 — 2004 — Галерея «ARTEast», Київ, Україна.
- 1996 — Галерея «Kaspari», Фюрт, Німеччина.
- 1993 — Галерея «D'art», Тулуза, Франція.
- 1992 — Галерея «Donti», Нюрнберг, Німеччина.

## Видання
Київське видавництво «Атлант ЮЕмСі» за ініціативою мецената Юрія Комелькова видало три художні альбоми, присвячені творчості Анатолія Криволапа. У серії «Живопис» побачили світ два альбоми художника (2006, 2008). Третя книга «Анатолій Криволап. Структури» (2009) видана під егідою Національного художнього музею України. Альбоми українською і англійською мовою.